# Jujuyes
Jujuye fue un pueblo indígena sedentario, que dio su nombre al valle de Jujuy, en el norte de la actual República Argentina y que posiblemente haya sido una denominación genérica dada por los conquistadores españoles para señalar las tribus que poseían sus viviendas en la zona donde actualmente se encuentran los barrios de Cuyaya y Juan Galán (al oeste de la ciudad de San Salvador de Jujuy, capital de la provincia de Jujuy), y La Almona (14 km al suroeste de San Salvador de Jujuy).
Hacia el sur, y siguiendo las aguas del río Grande, vivían las tribus de los palpalaes. Los jujuyes compartían esta zona junto con los omaguacas y los ocloyas.
La etnia de los jujuyes estaba conformada, entre otras tribus, por los chirimanos, los pelicochos, y los palomos, en lugares vecinos lograron mantenerse pueblos culturalmente afines.
Al norte y oeste los jujuyes limitaban con la parcialidad de los chichas y lípez de los likanantai (atacameños) y al sur con los calchaquíes del conjunto pazioca (o «diaguita»), al este limitaban con pueblos amazónidos y pámpidos como los chanés de estirpe arawaka, los wichís («matacos»), los vilelas, los tapietes y los pámpidos qom («tobas»).
Hacia el siglo XV, mientras que por el norte sus territorios eran invadidos por los quechuas y los aimaras procedentes del Perú y el norte del Altiplano, por el este comenzaron a sufrir la invasión de los ava guaraníes y sus descendientes mixogenizados por la fuerza, a quienes los quechuas denominaban peyorativamente «chiriguanos».
- Datos: Q9016394